# Piper sabanaense
Piper sabanaense är en pepparväxtart som beskrevs av Truman George Yuncker. Piper sabanaense ingår i släktet Piper och familjen pepparväxter. Inga underarter finns listade i Catalogue of Life.